# Fleckenrochen
Der Fleck- oder Fleckenrochen (Raja montagui) gehört zur Familie der Echten Rochen (Rajidae).  Er lebt an den Küsten des nordöstlichen Atlantik von den Shetlandinseln entlang der Küste der Britischen Inseln über die Biskaya bis an die Küste Mauretaniens. Außerdem kommt er in der südlichen Nordsee und im westlichen Mittelmeer bis an die Küste Tunesiens und des westlichen Griechenlands vor.

## Merkmale
Der Körper der Fische ist rhombisch, die Schnauze kurz. Die Oberseite ist nie völlig bestachelt, es gibt nur eine Mittelreihe auf Rücken und Schwanzoberseite. Sie ist braun und mit dunklen, oft ringförmig angeordneten Flecken gemustert, die Unterseite ist weiß. Der Schwanz trägt weit hinten zwei kleine Rückenflossen. Die Fische erreichen eine Größe von 80 Zentimetern.

## Lebensweise
Fleckenrochen halten sich auf sandigen und schlammigen Weichböden in Tiefen von 20 bis 120 Metern auf, im östlichen Ionischen Meer in Tiefen unter 300 Metern. Sie ernähren sich von bodenbewohnenden Wirbellosen, vor allem von Krebstieren.
Wie alle Rajidae sind sie ovipar, legen also Eier. Insgesamt legen die Weibchen 24 bis 60 Eier in einem Jahr. Die Eier sind von einer viereckigen, mit hörnerartigen Ecken versehenen Hornkapsel umhüllt, die 5,3 bis 7,6 Zentimeter lang und drei bis fünf Zentimeter breit ist. Nach fünf bis sechs Monaten schlüpfen die Jungtiere.